# سید محمد میرمحمدی (استاندار)
سید محمد میرمحمدی (زاده ۱۳۲۷ در اردکان)، سیاستمدار ایرانی و استاندار سابق استان یزد در دولت یازدهم است.

## زندگی
وی تحصیلکرده لیسانس در رشته مهندسی منابع طبیعی دانشکده منابع طبیعی دانشگاه تهران و دارای کارشناسی ارشد مدیریت در مرکز مدیریت دولتی است. او دوره دکتری مدیریت برنامه‌ریزی در دانشگاه کینگستون را ناتمام گذاشت.

## سمت‌ها
- مسئول بخش کشاورزی بنیاد مستضعفان در استان‌های شمالی ایران
- قائم مقام بخش کشاورزی بنیاد مستضعفان
- معاونت بهره‌برداری و صنایع چوب سازمان جنگل‌ها و مراتع کشور
- معاون وزیر کشاورزی و رئیس سازمان جنگل‌ها و مراتع کشور
- رئیس مؤسسه تحقیقات جنگل‌ها و مراتع کشور
- معاون وزیر کشاورزی در امور شیلات و آبزیان
- رئیس شورای‌عالی جنگل و مرتع و خاک و عضو دبیرخانه شورای‌عالی کشاورزی در نخست‌وزیری وقت
- معاون وزیر کشاورزی در امور حقوقی و مجلس و اطلاع‌رسانی
- جانشین وزیر کشاورزی در امور بازرگانی و مدیرعامل سازمان مرکزی تعاون روستایی ایران
- قائم‌مقام حقوقی و امور مجلس وزارت نفت
- معاون حقوقی و امور مجلس وزارت نفت
- استاندار یزد